# Jiu-jítsu brasileiro
Jiu-jítsu brasileiro (em japonês:  ブラジリアン柔術, Burajirian jūjutsu) ou BJJ (Do inglês, Brazilian Jiu-Jitsu) é uma arte marcial e esporte de combate, desenvolvido pela família Gracie, no início do século XX, que se tornou a forma mais difundida e praticada do "Jiu-jitsu" (após o judô) no mundo, principalmente depois das primeiras edições dos torneios de Vale Tudo e artes marciais mistas (MMA), principalmente no UFC, nos idos da década de 1990 e no Pride FC durante o final da década de 1990 e começo da década de 2000.
É uma arte marcial de luta agarrada, onde o objetivo é imobilizar o oponente no chão por meio de uma "finalização", colocando o oponente em uma torção de um membro do corpo (como por exemplo uma chave de braço ou chave de perna) ou estrangulamento (como o mata-leão ou triângulo), forçando o oponente a desistir. O jiu-jitsu brasileiro tem um apreço em focar na luta de solo onde a luta em pé tem papel secundário, ao contrário de outras marciais de luta agarrada.
Apesar do nome da modalidade ser "jiu-jitsu", na verdade, a modalidade não se aplica como o tradicional ju-jutsu, foi desenvolvida como especialização e ênfase das técnicas de controle e luta no chão, ne waza e katame waza, e com menos ênfase às técnicas de luta executadas de pé, tate waza, das técnicas de judô, de Mitsuyo Maeda, representante direto do Instituto Kodokan. Por não serem o foco principal da modalidade, os golpes de ate waza e kansetsu waza, acabam tendo papel coadjuvante e/ou intermédio para a execução de um golpe final de submissão do adversário. O nome do estilo de luta da família Gracie permaneceu como jujutsu, porque na época em que os irmãos Carlos e Hélio Gracie, principalmente, finalizaram seu repertório, o nome "judô" ainda não era de uso comum mas Kodokan jujutsu.
O criador do estilo foi, em princípio, Carlos Gracie, que adaptou o judô com especial apreço à luta de solo, haja vista que seu porte físico punha-lhe em severa desvantagem contra adversários de maior porte. Partindo do princípio de que numa luta de solo, quando projeções ou mesmo chutes e socos não são eficientes, mas alavancas, sim, o porte físico dos contendores torna-se de menor importância. Nessa situação, aquele que tiver mais técnica possuirá consequentemente a vantagem.
Se não foram originais em adaptar uma arte marcial provecta, haja vista que no Japão isso já há muito ocorrera com o aiquidô e o próprio judô, oriundos do ju-jutsu, com o caratê, oriundo do te-jutsu de Okinawa, ou mesmo no resto do mundo como o krav maga (Israel) ou a capoeira regional (Brasil), Carlos Gracie e depois Hélio Gracie foram originais em criar um paradigma que prima pela efetividade. Comprovado o seu sucesso em competições, o jiu-jitsu brasileiro serviu de cerne do que viria a ser a modalidade artes marciais mistas.

## História

### Origem
Existem diversas histórias que o jiu-jitsu é uma das artes marciais mais antigas do mundo, uma dessas histórias conta que a arte marcial surgiu a mais de 2000 anos atrás na Índia, quando os monges budistas eram atacados por bandidos e tribos mongóis, durante as suas caminhadas entre os templos. Como os monges monastérios indianos eram proibidos pela religião, de se defender com armas, criaram a arte marcial desenvolvendo uma técnica baseada nos princípios do equilíbrio, do sistema de articulação do corpo e das alavancas, assim evitando o uso da força e de armas para poder se defender dos agressores. Com a expansão do budismo na Ásia, o jiu-jitsu também percorreu o sudeste asiático chegando até a China e depois ao Japão, onde se desenvolveu e se popularizou. No Japão, chamado de ju-jutsu era uma das principais artes marciais praticadas pelos guerreiros samurais que caso em um combate perdessem as suas espadas, usavam o combate corpo a corpo como último recurso. Após vários anos o jiu-jitsu chegou ao Brasil, quando Mitsuyo Maeda, conhecido como "Conde Koma", veio para cá e ensinou Gastão Gracie e seu filho Carlos Gracie, Maeda também ensinou Luiz França, futuro professor de Oswaldo Fadda. O jiu-jitsu se desenvolveu ainda mais no Brasil, após Carlos Gracie ensinar a arte marcial ao seu irmão Hélio Gracie que aprimorou as arte marcial para adaptar as técnicas ao seu corpo franzino.

### Começo no Brasil

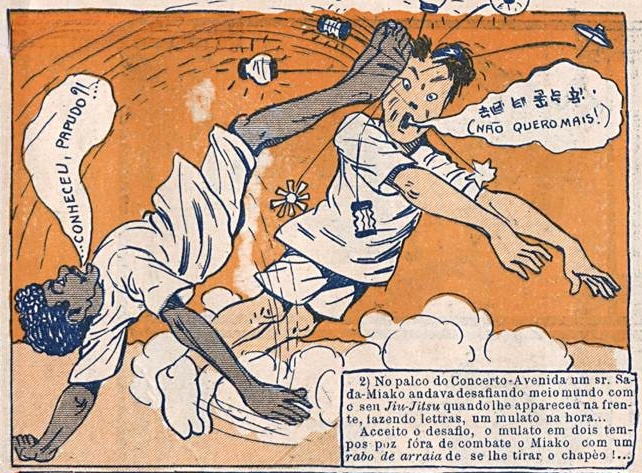
Quadro de uma tira publicada na revista O Malho em 1909, mostrando Ciríaco contra Sada Miyako. Arte de Alfredo Storni

No século XIX, mestres de artes marciais japonesas migraram do Japão para outros continentes, vivendo do ensino dessas artes e de lutas que realizavam.
A primeira apresentação do Jiu-jitsu no Brasil aconteceu no ano de 1906 na cidade de Manaus, capital do Amazonas. Em Novembro daquele ano aportava em Manaus o navio "Jerome", trazendo a bordo dois lutadores japoneses que vinham fazendo uma turnê de exibição de sua arte marcial pelo continente americano: o mestre de Jiu-jitsu Akishima Sadashi e seu assistente Suiotos Ki. Assim que se alojaram na cidade, os dois japoneses logo publicaram uma nota na imprensa desafiando qualquer um que estivesse disposto a enfrentá-los em duelos públicos. Foi então armado uma arena improvisada no circo "Coliseu Metálico Brasileiro", na Praça da Saudade, onde em 18 de Novembro o mestre Akishima e seu discípulo Suiotos enfrentaram mais de uma dúzia de desafiantes locais, vencendo todos eles em menos de cinco minutos em uma noite com grande presença de público. E assim eram realizadas as primeiras lutas de Jiu-jitsu em território brasileiro. Após alguns meses continuando a apresentar suas lutas no circo, Akishima e Suiotos deixaram o Amazonas e seguiram para Liverpool (Inglaterra) no navio "Antony".
Já em 1908 o navio Benjamin Constant, da marinha brasileira, recolheu um grupo de náufragos numa ilha do Pacífico, sendo que entre eles estava o professor japonês de Jiu-jitsu Sada Miyako, sendo ele aceito junto com um discípulo  conterrâneo chamado Kakiara, para ficarem a bordo e seguirem viagem ao Brasil. Durante a viagem de retorno os dois japoneses ensinaram o Jiu-jitsu para os marinheiros. Os lutadores chegavam ao Rio de Janeiro a bordo do Benjamin Constant e logo Sada Miyako foi contratado pela marinha para ensinar as técnicas do Jiu-jitsu aos oficiais da instituição, na Fortaleza de Villegagnon, e depois para os militares do exército. Miyako continuou no Brasil por mais algum tempo, fazendo demonstrações e dando aulas particulares de sua arte marcial no Rio e participando de duelos com lutadores locais, como a célebre luta que ele teve com o capoeirista Ciríaco, em 1909.
Mitsuyo Maeda, conhecido como "Conde Koma", foi um grande praticante de Judô, sendo estudante de Jigoro Kano, o fundador do Judô. Em 1904, junto com outros estudantes do Judô, Maeda saiu em uma viagem pelo mundo para disseminar o Judô, passando pelos Estados Unidos, demonstrando na Academia de West Point, continuando para Cuba, México e América Central, em suas viagens também aprendeu o Catch Wrestling (predecessor da Luta Livre Olímpica e Pro Wrestling) e chegou ao Brasil em 1915; uma excursão de lutadores nipônicos aportou em Manaus para dar início à missão liderada por Maeda, de disseminar o judô no Brasil; um dos japoneses, Sanshiro "Barriga Preta" Satake, ficou-se em Manaus e abriu a primeira academia de Judo do Brasil que foi no Atlético Rio Negro Clube, Maeda foi para Belém do Pará, onde fixou residência, existindo até hoje nessa cidade a Academia Conde Koma. Um ano depois, conheceu Gastão Gracie. Gastão era pai de oito filhos, sendo cinco homens, tornou-se entusiasta do judô e levou seu filho Carlos Gracie para aprender a luta japonesa.
Maeda ensinou um grupo que incluía Luiz França, futuro professor do mestre Oswaldo Fadda. Ambos deram início a outro ramo do Jiu-Jitsu no Brasil.
Pequeno e frágil por natureza, Carlos encontrou no judô (na época, ainda conhecido como "Kano jiu-jitsu") o meio de realização pessoal que lhe faltava. Com dezenove anos de idade, transferiu-se para o Rio de Janeiro com a família, sendo professor dessa arte marcial e lutador. Viajou por outros estados brasileiros, ministrando aulas e vencendo adversários mais fortes fisicamente.
Em 1925, voltando ao Rio de Janeiro e abrindo a primeira Academia Gracie de jiu-jítsu, convidou seus irmãos Osvaldo e Gastão para assessorá-lo e assumiu a criação dos menores George, com quatorze anos, e Hélio Gracie, com doze. A partir daí, Carlos transmitiu seus conhecimentos aos irmãos, adequando e aperfeiçoando a técnica à condição física franzina (características da sua família), usando o seu próprio peso ou o do adversário para conseguir lutar.
Com o objetivo de provar a superioridade do jiu-jitsu e formar uma tradição familiar, Carlos Gracie desafiou grandes lutadores da época e passou a gerenciar a carreira dos irmãos. A família Gracie lutava em combates de Vale-tudo, onde não haviam regras, lutas terminando pelo nocaute ou finalização.
Lutando contra adversários vinte, trinta quilos mais pesados, os Gracie logo conseguiram fama e notoriedade nacional. Atraídos pelo novo mercado que se abriu em torno do jiu-jitsu, com uma formação que enfatizava a especialização: após a queda, levava-se a luta ao chão e se usavam os golpes finalizadores.
Ao modificar as regras internacionais do judô e jiu-jítsu japonês nas lutas que ele e os irmãos realizavam, Carlos Gracie iniciou o primeiro caso de estilo, ou esporte, reconhecido na história de modalidades brasileiras exportadas para o mundo anos depois, a arte marcial passou a ser denominada de gracie jiu-jitsu e depois veio a surgir o Brazilian jiu-jitsu, sendo exportada para o mundo todo, até mesmo para o Japão.
Hélio Gracie passa a ser o grande nome e difusor do jiu-jítsu, formando inúmeros discípulos, dentre eles Flavio Behring, Júlio Secco . George Gracie foi um desbravador, viajou por todo o Brasil, no entanto estimulou o jiu-jitsu principalmente em São Paulo, tendo como alunos nomes como Nahum Rabay, Candoca, Osvaldo Carnivalle, Romeu Bertho, Otávio de Almeida, e o grande percursor no Estado de Pernambuco Jurandir Moura e dentre outros.
Royce Gracie e Rickson Gracie, filhos de Hélio Gracie, foram pioneiros a levar ao Jiu-Jitsu para os Estados Unidos e Japão, nos primeiros torneios de Vale-tudo/MMA: o UFC, Vale Tudo Japan, Pancrase e Pride FC.
Paralelamente, Luiz França também fixou-se no Rio de Janeiro onde ensinava a "arte suave" na zona norte da cidade. Em 1937, começou a ensinar a arte para Oswaldo Fadda, que conquistou a faixa (obi) de cor preta cinco anos depois. Fadda abriu sua academia em Bento Ribeiro em 1950. Em 1954 desfiou os Gracie e foram organizadas lutas entre os alunos das duas escolas. Os alunos de Oswaldo Fadda venceram a maioria destas lutas.
Deste ramo do jiu-jitsu brasileiro iniciado por França e Fadda vem, Alexandre de Souza Neves - Chandu, primeiro faixa preta de Oswaldo Fadda, Mestre Ovídio Dias de Oliveira, Mestre Monsueto Gomes, Mestre Luiz Carlos Guedes faixa vermelha 9º grau, Mestre Vasco Bento 8º grau, Wilson Mattos (da "Equipe Mestre Wilson"), Wendell Alexander (co-fundador da Academia Nova União junto com André Pederneiras), Mestre Gustavo Souza, Dilseu Rossoni pioneiro no Estado do Paraná, Júlio Cesar Pereira, um dos fundadores da GFTeam (Grappling Fight Team). Cirval Justino (Clube Condor). Mestre André Vianna (fundador da (Ookamibjj) Em suas academias/equipes, hoje presentes em vários países, estes mestres  formam atletas de destaque tanto no BJJ quanto no MMA (tais como: José Aldo, Leonardo Santos, BJ Penn, Ronaldo Souza, Renan Barão entre outros).
Pensando a frente Mestre Fadda com vários faixas pretas, cria o primeiro campeonato suburbano na Associação Atlética Florença em abril de 1974 no bairro de Vila Kosmos, Rio de Janeiro.
O jiu-jítsu, hoje, é o esporte individual que mais cresce no país: possui cerca de 550 mil praticantes, com 2 500 estabelecimentos de ensino somente nas grandes capitais.[carece de fontes?] Na parte de educação, o ensino do jiu-jítsu ganhou cadeira como matéria universitária (Universidade Gama Filho).[carece de fontes?]
Com a criação da Federação de Jiu-Jítsu Brasileiro, as regras e o sistema de graduação foram sistematizados, mas hoje outras foram criadas por outros membros da família Gracie e por pessoas que se desligaram, dando início a era dos campeonatos esportivos nas mesmas regras. Hoje mais organizado, o Jiu-Jítsu Brasileiro já conta com diversas Confederações e  Federações Internacionais, mas a Referência foi a fundada por Carlos Gracie Jr. como presidente (da CBJJ e IBJJF) e José Henrique Leão Teixeira Filho como vice-presidente da CBJJ, os dois partiram para uma organização nunca vista antes em competições de jiu-jítsu, as competições nacionais e internacionais que vem sendo realizadas, confirmam a superioridade dos lutadores brasileiros, considerados os melhores do mundo, e projetaram o Jiu-Jitsu Brasileiro, como a arte marcial que mais cresce no mundo atualmente.[carece de fontes?]
Desde 1996, o Mundial de jiu-jítsu sempre foi disputado no Rio de Janeiro, exceto em 2007, quando ocorreu nos Estados Unidos da América. O Jiu-Jitsu também é uma das principais disciplinas da Abu Dhabi Combat Club Submission Wrestling World Championship, maior competição que engloba diferentes formas de submission wrestling.

### O jiu jitsu Brasileiro em Portugal e na Europa
O Jiu-jítsu chegou a Portugal em 1996 pelas mãos do professor Lauro Figueirôa, que foi com o objetivo de difundir o jiu-jítsu Gracie. Apesar de pouco ou quase nenhum recurso, conseguiu angariar bastantes alunos.
Em 1997, foi quando se realizou o primeiro campeonato da modalidade, realizado dentro da discoteca Bafureira Beach Club (antigo Scala), em São Pedro do Estoril.
Em 1998, o professor Lauro Figueiroa em conjunto com o Grupo SuperStar promoveu o primeiro confronto de vale-tudo em Portugal, entre o o próprio professor, representando o jiu-jítsu e o Mestre Pichote, representando a capoeira (luta demonstração).
Em 2000, houve a disputa do primeiro Cinturão português de Vale-tudo, entre o Lauro, contra o tricampeão francês de Free-Fight, Eurico Soares. Luta vencida por Lauro por nocaute aos 30 segundos do primeiro round. Compareceram ao evento mais de 4 000 pessoas.
Em 2001, em viagem ao Rio de Janeiro, o Lauro Figueiroa recebeu o convite do Grande Mestre Carlos Gracie Jr. para representar oficialmente a família Gracie em Portugal. Em 2002, devido ao grande crescimento do jiu-jítsu em Portugal e à imigração de muitos professores de Jiu-jítsu, Lauro funda a Associação Luso-Brasileira de Jiu-Jitsu e realiza a 25 de abril deste ano o 1º Campeonato Nacional de Jiu-jítsu Brasileiro. Neste mesmo ano, o Profº Lauro F. organiza e prepara a primeira seleção portuguesa de Jiu-jítsu, que viaja com ele para o Campeonato Mundial no Rio de Janeiro - Brasil, trazendo, como resultado, uma medalha de prata da atleta Carolina Prado e um quarto lugar.
Em 2003, novamente o professor Lauro Figueiroa leva uma delegação portuguesa para o Campeonato Mundial no Rio de Janeiro - Brasil, trazendo mais uma medalha de prata da atleta Carolina Prado e no mesmo ano no Campeonato Master e Senior leva atletas onde conquistam uma medalha de ouro e outra de bronze.
O jiu-jítsu começou a ter maior número de praticantes a partir de 2000/2001, quando se abriram várias academias na zona de Lisboa.
Em 2003, a academia Brigadeiro perdeu o professor Marcos Koji e chegaram a Portugal os professores Marcelo Bernardo e Arnaldo "Pitbull" Santos para dar continuidade ao trabalho feito por Koji.
Em 2004, a Associação Luso-Brasileira de Jiu-Jítsu dirigida pelo professor Lauro, em parceria com a Confederação Brasileira e a Federação Internacional de Jiu-Jítsu, realiza o 1º Campeonato Europeu de Jiu-Jítsu da história e, com grande sucesso, conseguem a participação de atletas de mais de dez países oriundos não só da Europa, como também das Américas e da Ásia.
Neste mesmo ano, Lauro Figueirôa passa a representar a International Budo Union e recebe o cargo de delegado para todo Brasil a convite do grande mestre Pedro Dabauza, nono dan de Jiu-jitsu tradicional.
Atualmente, o Jiu-jítsu está espalhado por Portugal e 60% da Europa por conta de muitos alunos formados para o ensino do Jiu-Jítsu Brasileiro, entre outros professores que imigraram.

## Graduação
| Preta 0–6                 |
| Preta/Vermelha (Coral) 7  |
| Vermelha/Branca (Coral) 8 |
| Vermelha 9–10             |

| Branca |
| Azul   |
| Roxa   |
| Marrom |

| Branca  |
| Cinza   |
| Amarela |
| Laranja |
| Verde   |

Adotam-se as seguintes divisões de faixas no jiu-jitsu desportivo brasileiro para seus praticantes, conforme suas experiências e habilidades: e cada associação, federação ou demais tem seu edital Particular, sancionado por uma  Lei Federal nº 9 615 de 24 de março de 1998, mais conhecida como Lei Pelé.[carece de fontes?]
- Branca (iniciante, qualquer idade)
- Cinza (4 a 6 anos)
- Amarela (7 a 15 anos)
- Laranja (10 a 15 anos)
- Verde (13 a 15 anos)
- Azul (16 anos ou mais (até 4 grau)
- Roxa (16 anos ou mais (até 4 grau)
- Marrom (18 anos ou mais (até 4 grau))
- Preta (19 anos ou mais (até o sexto grau)
- Vermelha e Preta (sétimo grau -Título de mestre)
- Vermelha e Branca (oitavo grau) (Criada pela IBJJF em 2012)
- Vermelha (nono grau) Título de Grão-Mestre - Vários Mestres Brasileiros (somente alcançado por brasileiros).
- Vermelha décimo grau. O último grau foi dado somente aos criadores do Jiu-Jitsu brasileiro; somente os mestres Carlos Gracie, George Gracie, Oswaldo Gracie, Gastão Gracie, Hélio Gracie - estes membros da Família Gracie -, Oswaldo Fadda (in memoriam), Julio Secco e Armando Wriedt (ainda em vida).

Os critérios de graus na faixa preta variam de acordo com suas respectivas ligas, associações, federações e Confederações por Edital desde a Lei de 1998:
- 1º ao 3º - dois a três anos cada;
- 4º ao 6º - três a cinco anos cada;
- 7º ao 8º - cinco a dez anos cada (Mestre);
- 9º - Grau Alcançado Apenas por Brasileiros (Grande Mestre);
- 10º - Reservado apenas aos criadores da modalidade.

## Associações no Brasil
Federações nacionais e estaduais de jiu-jitsu, estando presente apenas as que possuem sites.
Nacionais
- Confederação Brasileira de Jiu-Jitsu (CBJJ)
- Confederação Brasileira de Jiu-Jitsu Desportivo (CBJJD)
- Confederação Brasileira de Jiu-Jitsu Olímpico (CBJJO)
- Confederação Brasileira de Jiu-Jitsu Esportivo (CBJJE)
- Confederação Brasileira de Jiu-Jitsu Internacional (CBJJI)
- Confederação de Jiu-Jitsu Brasileiro (CJJB)

Estaduais
Espírito Santo (ES)
- Federação de Jiu-Jitsu Desportivo do Espírito Santo (FJJD-ES)

Goiás (GO)
- Federação Goiana de Jiu-Jitsu (FGJJ)

Mato Grosso (MT)
- Federação de Jiu-Jitsu Desportivo de Mato Grosso (FJJDMT)

Mato Grosso do Sul (MS)
- Federação Sul-Mato-Grossense de Jiu-Jitsu (FSMJJ)

Minas Gerais (MG)
- Federação Mineira de Jiu-Jitsu (FMJJ)
- Liga Mineira de Jiu-Jitsu (LMJJ)

Pará (PA)
- Federação de Jiu-Jitsu do Pará (FJJP)

Paraná (PR)
- Federação de Jiu-Jitsu do Paraná (FJJPR)

Rio de Janeiro (RJ)
- Federação de Jiu-Jitsu do Estado do Rio de Janeiro (FJJRio)
- Federação de Jiu-Jitsu Desportivo do Rio de Janeiro (FJJD-Rio)
- Federação de Jiu-Jitsu Esportivo do Rio de Janeiro (FJJE-Rio)
- Federação do Estado do Rio de Janeiro de Jiu-Jitsu (FERJJI)
- Federação de Jiu-Jitsu Profissional do Estado do Rio de Janeiro (FJJPRJ)

Rio Grande do Sul (RS)
- Federação de Jiu-Jitsu do Rio Grande do Sul (FJJRS)
- Federação Sport Jiu-Jitsu do Estado do Rio Grande do Sul (FSJJRS)

Santa Catarina (SC)
- Federação do Estado de Santa Catarina de Jiu-Jitsu Esportivo (FESC-JJE)

Técnicas, golpes e regras
O Jiu-Jitsu Brasileiro tradicionalmente é lutado com quimono trançado (embora haja a modalidade de "jiu-jítsu sem quimono" também conhecida como "No Gi") e as técnicas visam a levar o adversário a uma posição chamada de "finalização", o que significa que, se levada adiante, causaria a fratura ou deslocamento de um osso ou ruptura de tendões e ligamentos ou a morte do indivíduo por estrangulamento/esganamento. A posição de finalização pode ser:
- reconhecida intencionalmente e manifestamente pelo derrotado através de três tapas seguidos com a mão (ou, se as duas mãos estiverem presas, com o pé) no solo (tatame), no próprio corpo ou no do adversário; ou ainda por qualquer manifestação verbal que indique o desejo de parar a luta;
- reconhecida não intencionalmente pelo derrotado, através de gritos como "ai";
- requerida pelo técnico ou treinador do derrotado;
- avaliada pelo árbitro (nocaute técnico).

Quando o tempo da luta se exaure sem que haja uma finalização, é declarado vencedor aquele que ganhou por mais pontos ou, em caso de empate, mais vantagens. Se persistir o empate, há a contagem por punições e, sucessivamente, uma avaliação subjetiva da arbitragem.
São contados dois pontos para queda, dois pontos para raspagem (derrubada de adversário já no solo), três pontos para passagem de guarda (situação em que o lutador consegue transpor as pernas do adversário, chegando à posição lateral, terminando numa imobilização estabilizada em três segundos), quatro pontos para montada ou ataque pelas costas colocando os ganchos.
São contadas vantagens para passagens ou montadas não estabilizadas, bem como golpes encaixados que não resultem em finalização.
A punição pode ocorrer em várias situações, notadamente, em caso de pouca combatividade ("amarração") de quem estiver em vantagem, aproveitando-se de tal situação para deixar o tempo passar sem risco de reversão, mesmo após três advertências ocorrerá a eliminação do atleta.

## Estilo de luta
O jiu-jitsu brasileiro foca em levar o oponente ao chão, a fim de neutralizar possíveis vantagens de força ou tamanho por meio de técnicas de luta de chão e golpes de finalização que envolvem chaves articulares e estrangulamentos. No solo, a força física pode ser compensada ou potencializada através de técnicas adequadas de grappling.
O BJJ emprega uma ampla variedade de técnicas de queda para levar o oponente ao chão, como o "puxar para a guarda", que não é utilizado em outros esportes de combate como o judô ou a luta olímpica. Uma vez no chão, diversas manobras (e contra-manobras) estão disponíveis para manipular o oponente até uma posição adequada para a aplicação de uma técnica de finalização. Alcançar uma posição dominante no chão é uma das marcas registradas do BJJ, o que inclui o uso eficaz da posição de guarda para se defender por baixo (utilizando finalizações e raspagens, sendo que estas últimas podem levar a uma posição dominante ou à oportunidade de passar a guarda), e a passagem de guarda para dominar por cima, nas posições de controle lateral, montada e costas. Esse sistema de movimentação e manipulação pode ser comparado a uma espécie de xadrez cinético ou físico quando executado por dois praticantes experientes. Uma finalização no BJJ é frequentemente comparada ao "xeque-mate", onde o oponente não tem outra opção a não ser bater, se machucar ou ser estrangulado.
Renzo Gracie escreveu em seu livro Mastering JUJITSU:
"O jujutsu clássico do antigo Japão parecia não ter uma estratégia comum para guiar um combatente ao longo de uma luta. De fato, essa foi uma das críticas mais fundamentais e perspicazes de Kano ao programa clássico." Maeda não apenas ensinou a arte do judô a Carlos Gracie, mas também transmitiu uma filosofia particular sobre a natureza do combate desenvolvida por Kano, e posteriormente refinada por Maeda com base em suas viagens ao redor do mundo, competindo contra lutadores experientes em uma grande variedade de artes marciais.
O livro detalha a teoria de Maeda, que argumentava que o combate físico poderia ser dividido em fases distintas, como a fase de trocação (golpes em pé), a fase de agarramento (clinch) e a fase no solo. Assim, caberia a um lutador inteligente manter a luta dentro da fase que melhor se adequasse às suas próprias habilidades. Renzo Gracie afirmou que essa foi uma influência fundamental na abordagem Gracie ao combate. Essas estratégias foram desenvolvidas ao longo do tempo pela família Gracie, entre outros, e tornaram-se proeminentes nas artes marciais mistas (MMA) contemporâneas.
A linhagem da família Gracie descendente de Hélio Gracie enfatiza as aplicações práticas do jiu-jitsu brasileiro voltadas principalmente para a autodefesa. Frequentemente, são realizados treinos de desenvolvimento em que um aluno é cercado por um círculo de outros praticantes, que tentam atacá-lo, enquanto o aluno central deve se defender utilizando as técnicas do BJJ.

### Etiqueta e costumes
As academias de jiu-jitsu brasileiro geralmente seguem um conjunto de regras básicas para promover confiança, respeito e higiene entre os alunos. Práticas comuns incluem:
- Retirar os calçados antes de entrar no tatame.
- Fazer reverência antes e depois de pisar no tatame.
- Enfileirar-se por ordem de graduação no início e no fim das aulas.
- Ensinar ou explicar técnicas a alunos menos graduados.
- Tratar o instrutor como "professor" ou "coach".
- Manter o quimono (gi) fechado com o cinto.
- Cumprimentar com um aperto de mãos ou reverência antes e depois do rola.
- Cobrir cortes com fita adesiva ou gaze.
- Ter bons hábitos de higiene, como escovar os dentes, usar um quimono limpo e aplicar desodorante.

### Métodos de treinamento

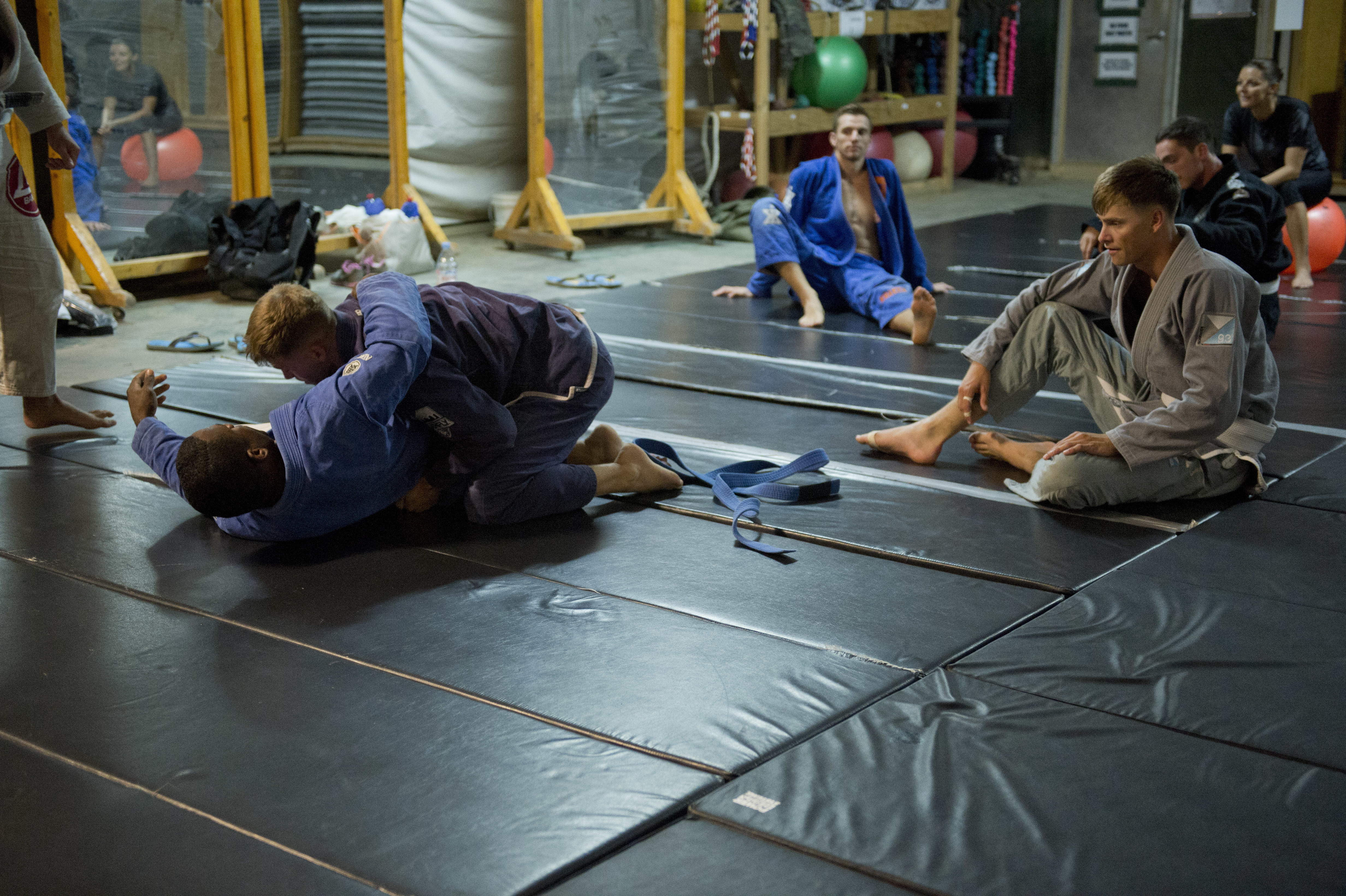
Um instrutor de jiu-jitsu brasileiro demonstra como imobilizar um oponente.

Como o BJJ foca em finalizações, o sparring e os treinos com resistência real (conhecidos como "rolar") tornam-se a parte mais essencial do regime de treinamento. Esse tipo de prática permite aos praticantes treinar em velocidade e força máximas, simulando o esforço de uma competição. Os métodos de treinamento incluem repetições técnicas com parceiros que oferecem ou não resistência; sparring isolado (comumente chamado de treino posicional), onde apenas uma determinada técnica ou conjunto de técnicas é utilizado; e o sparring completo, no qual cada praticante tenta finalizar o outro utilizando técnica. O condicionamento físico também é um aspecto importante do treinamento.

## Posições principais no solo
Uma vez no solo, o praticante de jiu-jitsu brasileiro busca obter uma posição dominante ou de controle a partir da qual possa aplicar finalizações. Essas posições oferecem diferentes opções de finalização ou de transição.

### Controle lateral

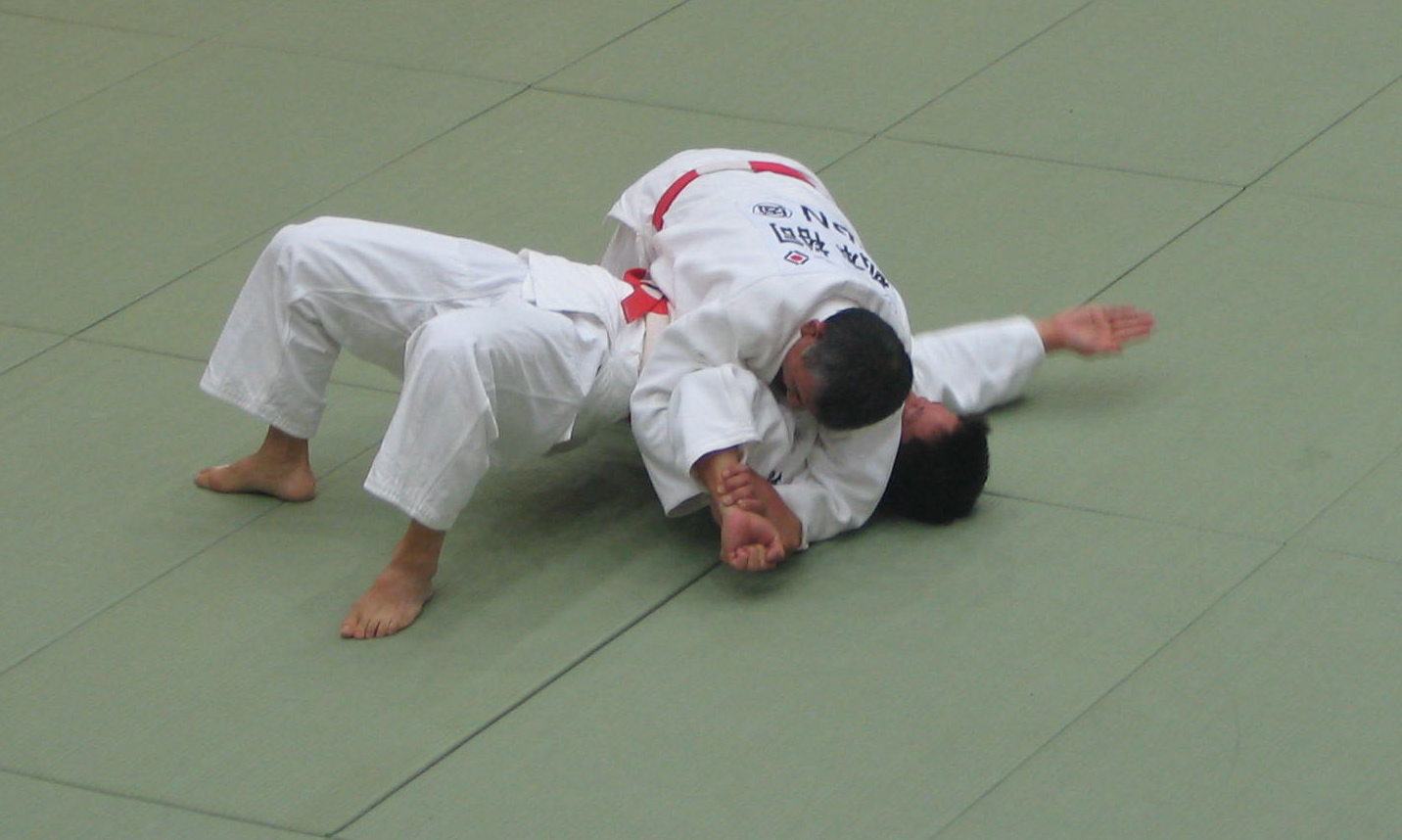
Finalização Americana a partir do controle lateral tradicional.

No controle lateral (também conhecido como side mount, cross-side e cem quilos — "cem quilos", em português do Brasil), o praticante imobiliza o oponente no chão a partir da lateral do tronco. O lutador por cima posiciona-se atravessado sobre o adversário, aplicando o peso sobre o peito dele. O controle pode ser reforçado com pressão nos ombros e quadris do oponente, utilizando os cotovelos, ombros e joelhos. Uma ampla variedade de finalizações pode ser iniciada a partir do controle lateral. Além disso, essa posição aumenta a oportunidade de o praticante por cima progredir para outras posições dominantes. Essa posição é frequentemente usada no MMA, pois permite ao lutador por cima golpear o adversário enquanto supera sua defesa. Existem muitas variações do controle lateral, incluindo o kesa gatame, o controle lateral invertido (ou base trocada), entre outras.

### Joelho na barriga
A posição de joelho na barriga (também conhecida como knee ride) é uma variação do controle lateral, sendo claramente distinta desta. Ela se caracteriza principalmente pelo controle do oponente com uma perna estendida ao lado para base e equilíbrio, enquanto o joelho da outra perna é colocado sobre o tronco do oponente, imobilizando-o contra o solo. Trata-se de uma imobilização móvel, em vez de estática, e é considerada uma posição mais dominante em muitos formatos de luta agarrada. A posição de joelho na barriga geralmente vale pontos adicionais porque oferece uma melhor plataforma para golpes em comparação com o controle lateral tradicional, além de estar mais próxima da posição montada, considerada ideal.

### Montada

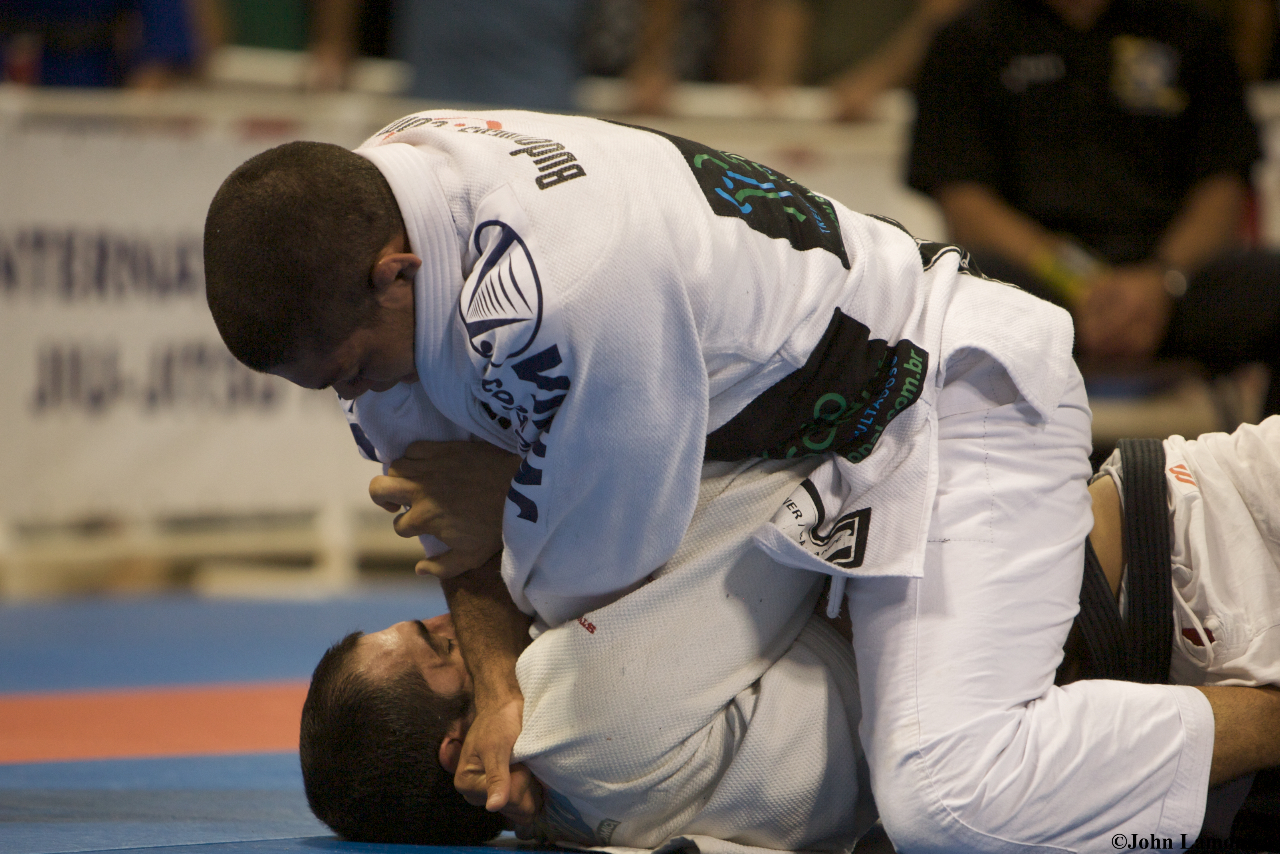
A Montada é considerada uma das posições mais dominantes da luta agarrada.

Na posição de montada (ou montada completa), o praticante senta-se sobre o torso ou peito frontal do oponente, controlando-o com o peso do corpo e o quadril. Nessa posição, quem ataca a partir da montada pode isolar os braços do oponente (levando-os acima da cabeça), criando uma posição forte para ataques. A montada completa permite a aplicação de diversas finalizações, incluindo chaves de braço e estrangulamentos. Existem diferentes variações da montada — dependendo do posicionamento corporal — como a montada baixa, montada média, montada alta, montada em S e montada técnica.

### Montada pelas costas

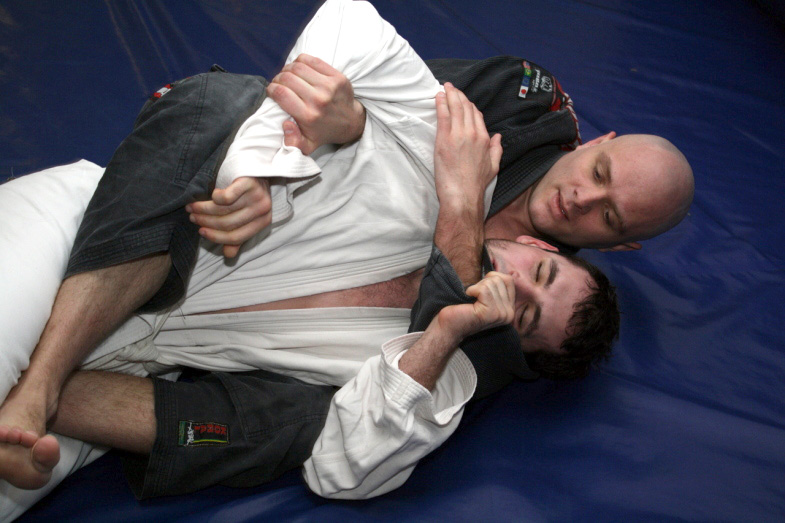
Montada pelas costas, também considerada uma das posições mais dominantes no BJJ

Ao assumir a posição de montada pelas costas (frequentemente chamada no jiu-jitsu brasileiro de controle das costas ou ataque às costas), o praticante se conecta às costas do oponente, envolvendo suas pernas ao redor do corpo e enganchar os calcanhares nas coxas do adversário, ou aplicando o chamado triângulo corporal, cruzando uma canela sobre a cintura como um cinto e colocando a parte de trás do joelho oposto sobre o peito do pé, como se estivesse finalizando um estrangulamento em triângulo. Simultaneamente, o tronco superior é controlado com os braços ao redor do peito ou pescoço do oponente. Esta posição é amplamente usada para aplicar estrangulamentos, bem como chaves de braço e triângulos, e neutraliza eventuais vantagens de tamanho ou força do adversário.

### Norte-Sul
A posição Norte-Sul ocorre quando o praticante está deitado sobre o oponente, com o peso concentrado na região do peito e cabeça do adversário, com as pernas apontando na direção oposta. O controle é estabelecido por meio do domínio da cabeça e/ou dos braços do oponente. Assim como em outras posições de controle superior no BJJ, o praticante aplica pressão abaixando os quadris em direção ao chão, gerando o que é chamado de peso morto. Diversas finalizações e transições são possíveis a partir dessa posição, sendo as mais comuns o estrangulamento Norte-Sul, o kimura Norte-Sul, entre outras.

### Guardas

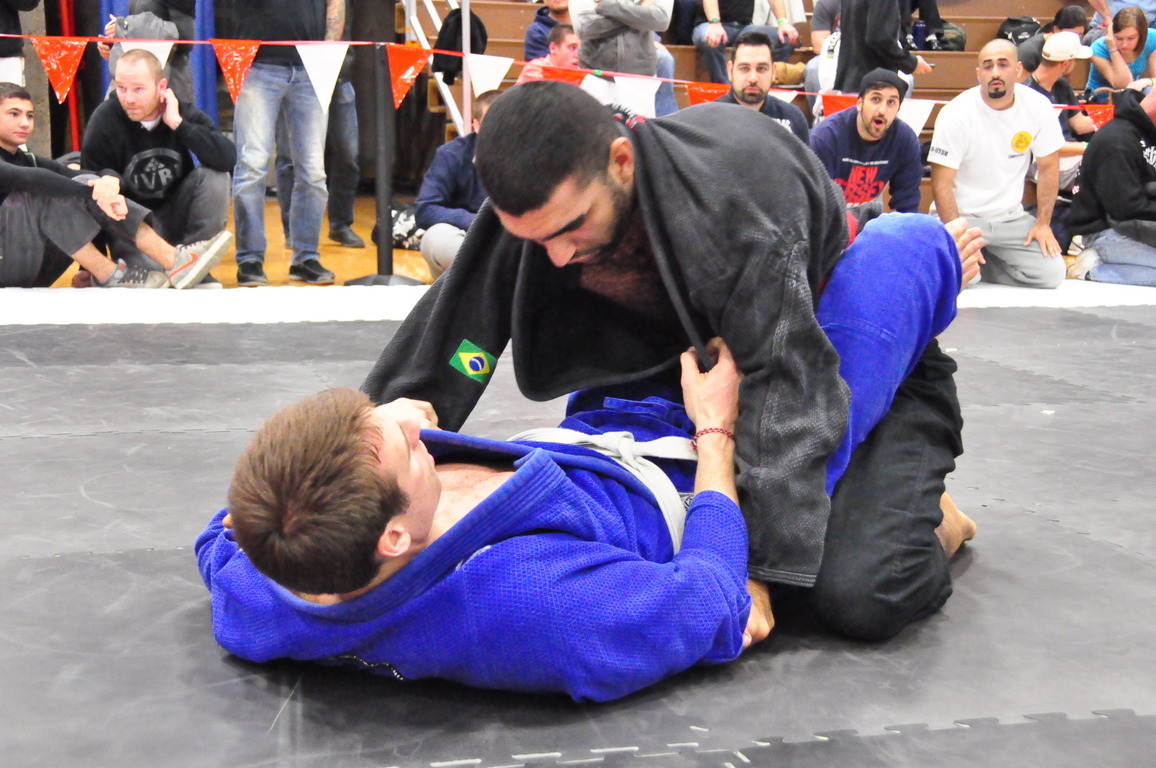
O praticante de Jiu-Jitsu de azul demonstra um tipo de guarda fechada

Quando na posição de "guarda", o praticante está de costas no chão controlando o oponente com as pernas. O praticante por baixo empurra e puxa com as pernas ou pés para desequilibrar e limitar os movimentos do adversário. Esta posição permite uma grande variedade de contra-ataques a partir da parte inferior, incluindo finalizações e raspagens.
Os três tipos mais comuns de guarda são: guarda fechada, meia-guarda e guarda aberta.
Na guarda fechada, o praticante por baixo envolve a cintura do oponente com as pernas, mantendo os tornozelos cruzados para controlar o adversário. A guarda fechada pode ser uma posição eficaz, permitindo diversos ataques como chaves de articulação, estrangulamentos e raspagens. Já na guarda aberta, as pernas não estão cruzadas, e o praticante por baixo usa as pernas ou os pés para empurrar ou puxar o oponente.
Existem muitas variações da guarda aberta com nomes e posicionamentos distintos, incluindo a guarda borboleta, guarda De La Riva, X-guard, K-guard, rubber guard, guarda aranha, guarda polvo, guarda com lapela, guarda worm (popularizada por Keenan Cornelius), entre outras. A guarda borboleta ocorre quando o praticante por baixo posiciona as pernas para cima com os pés tocando a parte interna das coxas do oponente por cima. O nome vem da forma que lembra asas de borboleta. A guarda borboleta aumenta o espaço para manobrar e oferece maior capacidade de contra-atacar usando as canelas ou os arcos dos pés contra as coxas internas do adversário. A guarda aranha é caracterizada quando o praticante por baixo posiciona um ou dois pés nos braços do oponente, sendo eficaz para manter o controle por baixo e criar oportunidades para raspagens ou finalizações.
Na meia-guarda, uma das pernas do praticante por cima é controlada pelas pernas do praticante por baixo, impedindo que o oponente de cima consiga transpor para as posições de cem quilos (side control) ou montada. Há uma variação da meia-guarda chamada "guarda 50/50", na qual ambos os praticantes geralmente estão sentados, com uma das pernas de cada um enganchando a perna do outro de forma espelhada. Essa posição é chamada 50/50 porque nenhum dos praticantes possui uma vantagem clara, já que ambos têm as mesmas possibilidades de raspagens e ataques.
Outra variação da meia-guarda é a chamada "deep half guard" (meia-guarda profunda), em que o praticante por baixo se posiciona sob o corpo do oponente, segurando a coxa do adversário. Essa posição permite que o lutador por baixo desequilibre o oponente e consiga uma raspagem, chegando a uma posição de controle por cima. Essa variação foi popularizada pelo faixa-preta norte-americano de jiu-jitsu Jeff Glover.
A guarda De La Riva (DLR) é uma técnica de guarda aberta no jiu-jitsu brasileiro, nomeada em homenagem ao competidor Ricardo De La Riva. Embora o conceito já existisse em estilos anteriores de grappling, como o judô (atribuído a Oda Tsunetane), foi com De La Riva que a posição ganhou destaque. No jiu-jitsu, a guarda De La Riva é caracterizada quando o praticante está de costas no chão, com uma perna fazendo um gancho por fora da perna do adversário (por exemplo, a perna esquerda do guardião enganchando a perna direita do passador), comprometendo o equilíbrio do oponente. Esse gancho externo é o que diferencia a guarda De La Riva de outras guardas abertas. A DLR tornou-se uma posição fundamental no jiu-jitsu moderno, servindo de base para o desenvolvimento de diversas variações e técnicas avançadas desde sua introdução.

## Finalizações
A maioria das finalizações pode ser agrupada em duas categorias principais: chaves de articulação e estrangulamentos. As chaves de articulação normalmente envolvem isolar um membro do oponente e criar uma alavanca com o corpo, forçando a articulação a ultrapassar seu limite natural de movimento. A pressão é aumentada de maneira controlada e aliviada caso o oponente não consiga escapar da posição e sinalize a desistência através do tap out (batidas com a mão ou verbalização). Já os estrangulamentos interrompem o fluxo sanguíneo para o cérebro e podem causar inconsciência caso o adversário não se renda a tempo.

### Técnicas de compressão
Um tipo menos comum de finalização são as técnicas de compressão muscular, nas quais o músculo do oponente é pressionado contra um osso duro e proeminente (geralmente a tíbia ou o punho), causando dor intensa. Esse tipo de técnica normalmente não é permitido em competições, devido ao alto risco de ruptura do tecido muscular. As compressões também podem forçar uma articulação no sentido oposto, causando hiperextensão. Entre os exemplos estão a chave de Aquiles (Achilles lock), o esmagamento de bíceps (Biceps slicer) e o esmagamento de panturrilha (Calf slicer).

### Chaves de articulação

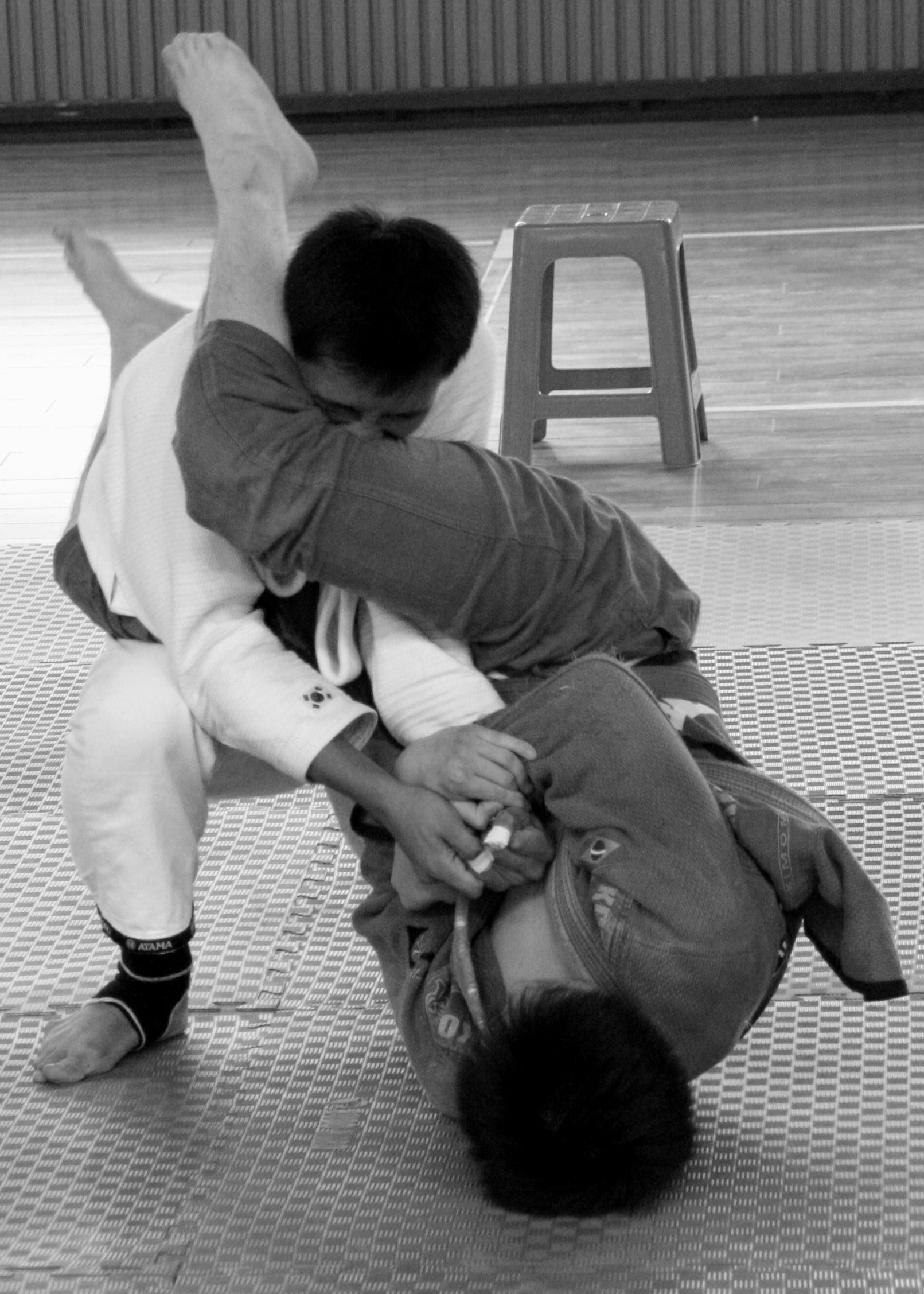
Um praticante tentando aplicar uma chave de braço (armbar)

Embora muitas chaves de articulação sejam permitidas no jiu-jitsu brasileiro, a maioria das competições proíbe ou restringe aquelas que envolvem os joelhos, tornozelos e a coluna vertebral. Isso se deve ao fato de que os ângulos necessários para causar dor nesses casos são praticamente os mesmos que causariam lesões graves. Chaves que envolvem torção do joelho, como o gancho do calcanhar (heel hook), são normalmente proibidas em competições com quimono (gi), pois a sua execução bem-sucedida frequentemente resulta em danos permanentes, muitas vezes exigindo cirurgia. Da mesma forma, manipulações da coluna são geralmente proibidas devido ao risco de esmagamento ou desalinhamento das vértebras cervicais.
As chaves de perna são permitidas de forma variada conforme o nível técnico do praticante. Os torneios mais relevantes geralmente autorizam apenas a chave de tornozelo reta (straight ankle lock) e finalizações de alongamento muscular como o banana split (ou cadeira elétrica) do faixa-branca até a faixa-roxa. Chaves como o joelhinho (kneebar), toehold (chave de dedão) e esmagamento de panturrilha (calf slicer) são permitidas apenas a partir da faixa-marrom. Já o heel hook e a manobra conhecida como knee reaping (cruzamento perigoso do joelho para dentro) são ilegais em competições com quimono por serem considerados extremamente perigosos, embora sejam permitidos em disputas sem quimono (no-gi) segundo as regras da IBJJF.
A maioria das chaves envolvendo punho, cotovelo, ombro ou tornozelo são permitidas, pois essas articulações oferecem maior margem de flexibilidade, tornando essas técnicas geralmente seguras.
As chaves de articulação mais comuns incluem: chave de braço (armbar), kimura, americana, chave de braço esticada, omoplata, marceloplata, banana split (ou cadeira elétrica), twister, chave de punho, gancho do calcanhar, chave de dedão, joelhinho, chave de tornozelo reta, entre outras.

### Estrangulamentos

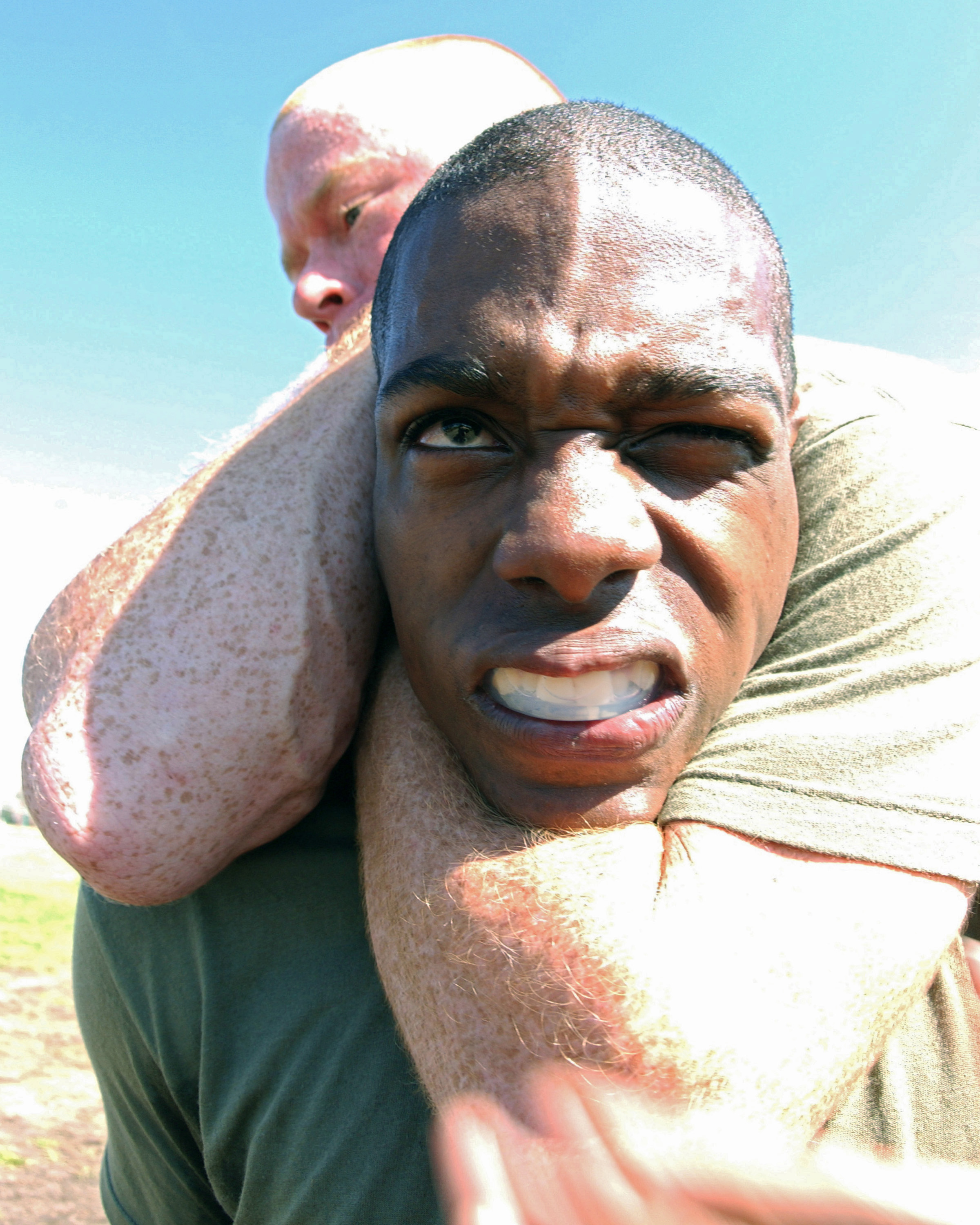
Um mata-leão demonstrado por um instrutor do MCMAP

Os estrangulamentos, muitas vezes referidos erroneamente no jiu-jitsu brasileiro como chokes ou chave de estrangulamento, são uma forma comum de finalização. Eles podem ser aplicados utilizando o próprio quimono (gi) como instrumento de ataque — como no estrangulamento em laço (bow-and-arrow choke) — ou por meio de pressão com o braço e a cabeça, ou até mesmo com as pernas, como no triângulo (triangle choke).
No jiu-jitsu brasileiro, os estrangulamentos visam aplicar pressão sobre as artérias carótidas e, em alguns casos, sobre receptores nervosos da pressão arterial conhecidos como barorreceptores, localizados no pescoço. Esse tipo de estrangulamento pode ser extremamente rápido em sua ação — quando executado corretamente — fazendo com que o oponente perca a consciência em questão de segundos.
Em contraste, algumas técnicas funcionam como estrangulamentos por compressão de ar (air chokes), ao obstruírem a traqueia, como ocorre no estrangulamento Ezekiel (Ezekiel choke) ou no Sode guruma jime. Muitas técnicas podem funcionar, na prática, tanto como estrangulamento sanguíneo quanto como estrangulamento aéreo, dependendo da forma como são aplicadas.
Entre os principais estrangulamentos utilizados no jiu-jitsu brasileiro estão o mata-leão (rear naked choke), o estrangulamento em laço (bow-and-arrow choke), o triângulo, a guilhotina (guillotine choke), o estrangulamento com a manga (ou Ezekiel choke), o estrangulamento com gola cruzada (cross collar choke ou X choke), o estrangulamento de beisebol (baseball choke), o estrangulamento do relógio (clock choke), o estrangulamento D'Arce, o estrangulamento Anaconda, o estrangulamento triângulo de braço (arm triangle choke), o estrangulamento norte–sul (north–south choke), o estrangulamento em crucifixo (crucifix choke), a gogoplata, o estrangulamento em laço com alça (loop choke), o estrangulamento com meia nelson e lapela e diversos outros.

## Golpes proibidos (CBJJ)

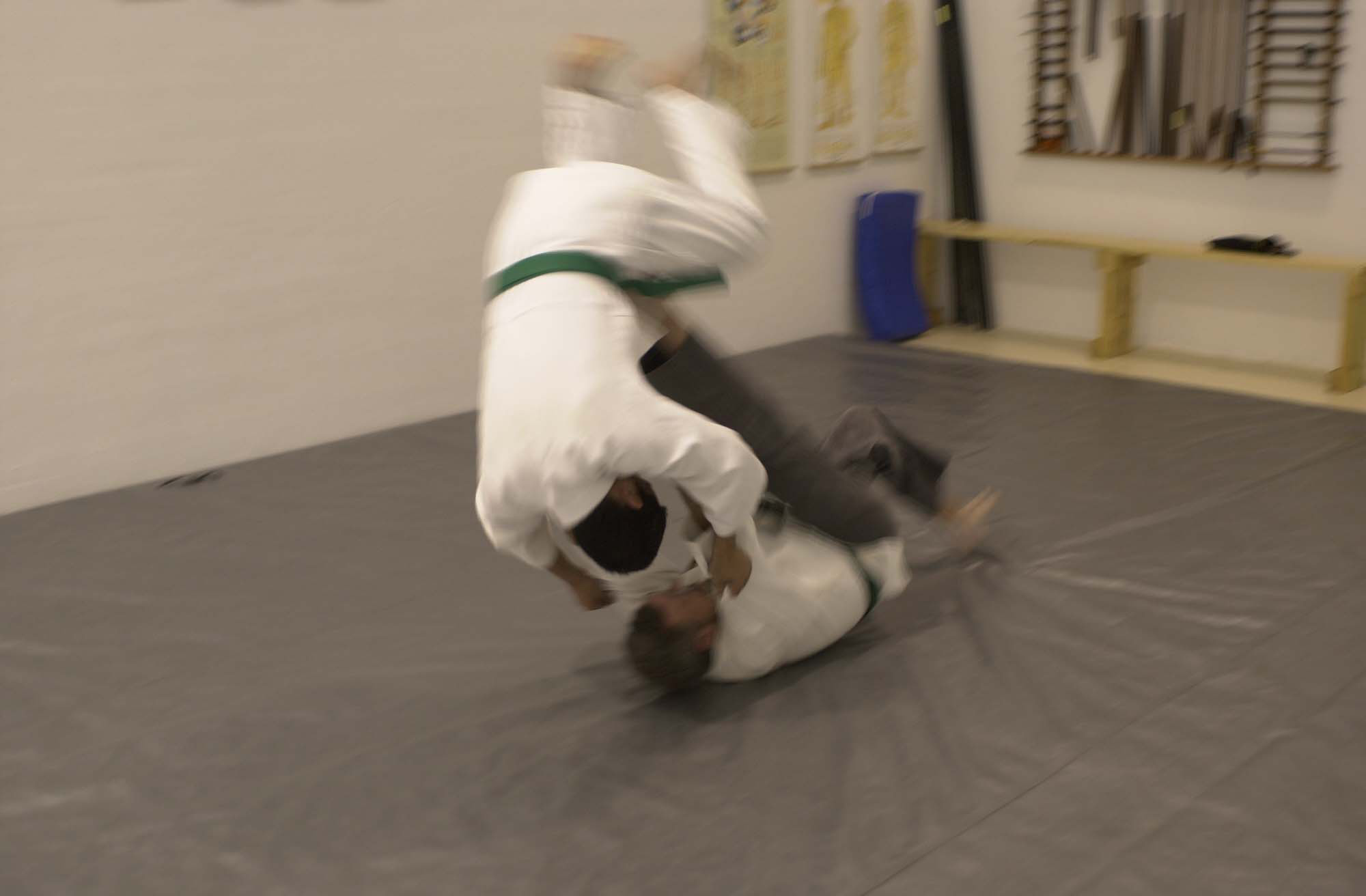
Exemplo de luta

### De 4 a 12 anos
- Chave de bíceps
- Triângulo puxando a cabeça
- Ezequiel
- Chave de panturrilha
- Gravata técnica de frente
- Kanibasami (tesoura)
- Chave de calcanhar
- Omoplata de mão

### De 13 a 15 anos
- Chave de bíceps
- Triângulo puxando a cabeça
- Chave de pé (todas as formas)
- Cervical
- Mata leão de frente
- Ezequiel
- Chave de panturrilha
- Kanibasami (tesoura)
- Chave de calcanhar

### De 16 a 17 anos e adultos
- Cervical

### De adulto a sênior 5 (faixas azul e roxa)
- Mata leão no pé
- Bate estaca
- Cervical
- Chave de bíceps
- Chave de panturrilha
- Kanibasami (tesoura)
- Chave de calcanhar

### Adulto a sênior 5 (faixas marrom e preta)
- Cervical
- Bate estaca
- Kanibasami (tesoura)
- Chave de calcanhar

## Uniforme
O uniforme utilizado pelos praticantes de jiu-jitsu brasileiro é comumente chamado de kimono ou gi, sendo semelhante ao judogi utilizado no judô, mas com algumas diferenças em suas dimensões. O kimono do jiu-jitsu brasileiro é frequentemente confeccionado com material mais leve e possui punhos mais justos na jaqueta e nas calças, o que proporciona um ajuste mais apertado e dificulta que o adversário o manipule durante a luta.
Tradicionalmente, para que um praticante seja promovido no sistema de graduação do jiu-jitsu brasileiro, é necessário treinar vestindo o kimono. No entanto, com o crescimento da popularidade do jiu-jitsu "sem kimono" (no-gi), tornou-se cada vez mais comum que praticantes sejam graduados mesmo sem utilizá-lo — como no caso de Rashad Evans, que recebeu a faixa preta de Rolles Gracie.
Existem diferenças significativas entre o jiu-jitsu com kimono e o sem kimono. No jiu-jitsu com kimono, é permitido segurar o uniforme do adversário para controlar posições ou aplicar finalizações. Diversas técnicas são exclusivas do uso do kimono, como o loop choke e o estrangulamento com gola (collar choke). Já no jiu-jitsu sem kimono, os atletas não podem utilizar pegadas no uniforme. As competições "no-gi" seguem um conjunto específico de regras elaborado pela IBJJF, embora possam haver variações dependendo do evento.
Em competições e treinos sem kimono, os atletas costumam utilizar roupas esportivas justas como rash guards (camisas compressoras), spats (calças colantes) e bermudas de MMA.

## Categorias de peso
As categorias de peso nas competições de jiu-jitsu brasileiro podem variar conforme a organização que promove o evento. As categorias estabelecidas pela IBJJF são as mais utilizadas. De acordo com as regras da IBJJF, as divisões de peso variam conforme a idade, o sexo e o tipo de competição (com kimono ou sem kimono).
| Categoria    | Adulto/Máster com kimono – masculino | Adulto/Máster sem kimono – masculino | Adulto/Máster com kimono – feminino  | Adulto/Máster sem kimono – feminino  |
| ------------ | ------------------------------------ | ------------------------------------ | ------------------------------------ | ------------------------------------ |
| Galo         | 57,5 kg (126,8 lb)                   | 55,5 kg (122,4 lb)                   | 48,5 kg (106,9 lb)                   | 46,5 kg (102,5 lb)                   |
| Pluma        | 64 kg (141,1 lb)                     | 61,5 kg (135,6 lb)                   | 53,5 kg (117,9 lb)                   | 51,5 kg (113,5 lb)                   |
| Pena         | 70 kg (154,3 lb)                     | 67,5 kg (148,8 lb)                   | 58,5 kg (129,0 lb)                   | 56,5 kg (124,6 lb)                   |
| Leve         | 76 kg (167,6 lb)                     | 73,5 kg (162,0 lb)                   | 64 kg (141,1 lb)                     | 61,5 kg (135,6 lb)                   |
| Médio        | 82,3 kg (181,4 lb)                   | 79,5 kg (175,3 lb)                   | 69 kg (152,1 lb)                     | 66,5 kg (146,6 lb)                   |
| Meio-Pesado  | 88,3 kg (194,7 lb)                   | 85,5 kg (188,5 lb)                   | 74 kg (163,1 lb)                     | 71,5 kg (157,6 lb)                   |
| Pesado       | 94,3 kg (207,9 lb)                   | 91,5 kg (201,7 lb)                   | 79,3 kg (174,8 lb)                   | 76,5 kg (168,7 lb)                   |
| Super Pesado | 100,5 kg (221,6 lb)                  | 97,5 kg (215,0 lb)                   | Sem limite de peso                   | Sem limite de peso                   |
| Pesadíssimo  | Sem limite de peso                   | Sem limite de peso                   | n/d                                  | n/d                                  |
| Absoluto     | aberto a todas as categorias de peso | aberto a todas as categorias de peso | aberto a todas as categorias de peso | aberto a todas as categorias de peso |